# André Derain
André Derain (10. června 1880 v Chatou – 8. září 1954 v Garches) byl francouzský malíř a sochař, jeden ze zakladatelů fauvismu.

## Životopis
V roce 1898 André Derain vstoupil do Académie Camillo, kde se seznámil s Henri Matissem, který v Louvru vytvářel kopie. V roce 1900 se seznámil s Mauricem de Vlaminckem, se kterým si pronajal ateliér. Začal malovat své první krajiny. Jako samouk navštěvoval mnoho muzeí, kde se vzdělával. Ovlivnil ho Vincent van Gogh a také postimpresionisté, především Paul Cézanne. V roce 1905 spolu s Henri Matissem vytvořili nový styl, který je znám jako fauvismus. Zajímal se i o dekorativní umění: keramiku, dřevěné reliéfy, plastiky apod. V roce 1907 se přestěhoval do Paříže do Bateau-Lavoir, kde potkal Picassa a Matisse, se kterými v roce 1910 odcestoval do Barcelony. Derain ilustroval první básnickou sbírku Guillauma Apollinaira L'Enchanteur pourrissant (1909) a sbírku básní Maxe Jacoba v roce 1912. V roce 1916 vytvořil ilustrace k první knize André Bretona Mont de Piété.
V roce 1914 po vypuknutí první světové války byl Derain odvelen na frontu. Po válce se vrátil k umění. V roce 1919 vytvořil scénu a kostýmy pro Ruský balet Sergeje Ďagileva, se kterým měl velký úspěch. V roce 1928 získal Carnegieho cenu a začal vystavovat ve světě: Londýn, Berlín, Frankfurt nad Mohanem, Düsseldorf, New York a Cincinnati.
Během německé okupace Francie za druhé světové války Derain žil v Paříži a byl podporován Němci jako prestižní symbol francouzské kultury. V roce 1941 přijal pozvání na oficiální návštěvu do Německa. Nacistická propaganda ve velké míře této cesty využila a po válce byl Derain považován za kolaboranta. Po válce se stáhl do dobrovolné samoty. Rok před svou smrtí navrhl výpravu pro Lazebníka sevillského. Poté utrpěl náhlé onemocnění očí. Zemřel 8. září 1954 v důsledku dopravní nehody.